# Udo Hempel
Udo Hempel (né le 3 novembre 1946 à Düsseldorf) est un coureur cycliste allemand. Lors des Jeux olympiques d'été de 1972 à Munich, il a remporté la médaille d'or de la poursuite par équipes avec l'équipe d'Allemagne de l'Ouest, avec Günter Haritz, Jürgen Colombo et Günter Schumacher.

## Palmarès

### Jeux olympiques
- Mexico 1968
  -  Médaillé d'argent de poursuite par équipes (avec Jürgen Kissner, Karl Link, Rainer Podlesch et Karl-Heinz Henrichs)
- Munich 1972
  -  Champion olympique de poursuite par équipes (avec Günter Haritz, Jürgen Colombo et Günter Schumacher)

### Championnats du monde
- Varèse 1971
  -  Médaillé de bronze de la poursuite par équipes

### Championnats nationaux
- Champion d'Allemagne de l'Ouest de vitesse individuelle en 1975
- Champion d'Allemagne de l'Ouest de l'américaine amateurs en 1971 (avec Erni Claussmeyer)